# Спрут-5
«Спрут 5: Корень проблемы» (итал. Il cuore del problema) — пятый мини-сериал итальянской телеэпопеи о борьбе с мафией «Спрут».
Сценаристы Сандро Петралья и Стефано Рулли изначально не хотели продолжать работу над «Спрутом» после гибели комиссара Каттани, считая, что продолжение истории теперь покажется зрителю вторичным. Однако руководство телекомпании RAI сообщило им, что нашло нового, очень высококлассного актёра на главную роль, и настояло на встрече с ним. Актёром, заинтересовавшимся сыграть в продолжении «Спрута», оказался Витторио Меццоджорно, задолго до того уехавший из Италии, снимавшийся в фильмах престижных режиссёров, живший и работавший в Париже в известном театре Питера Брука. Петралья позднее признался в интервью, что именно встреча с Меццоджорно, показавшимся им «человеком с вытесанным лицом индейца и огромными мускулами» и вдобавок талантливейшим актером, заставила сценаристов приняться за разработку следующего мини-сериала и новой концепции главного героя для него. Съёмки пятой части сериала начали снимать в конце сентября 1989 года, а завершились в середине февраля 1990 года.

## Сюжет
Судья Сильвия Конти ведет расследование убийства комиссара Коррадо Каттани, пытаясь установить личность заказчиков и исполнителей преступления. Для продолжения расследования она переводится в Палермо. В тюремной психиатрической больнице она посещает Тано Каридди, врага Каттани, который был арестован за убийство своей жены Эстер, но избежал пожизненного заключения, потому что был признан сумасшедшим. Конти допрашивает Каридди, но тот не открывает никаких новых сведений.
Тем временем в Палермо убит молодой аристократ Доменико Линори, известный как Миммо. Убийство было совершено прилетевшим из США киллером, чтобы помешать Миммо стать директором крупной семейной компании Линори Sicilteknoplus, которую мафия захотела иметь под своим контролем для осуществления крупной сделки по продаже оружия в Африку и покупки крупной партии наркотиков. Отец Доменико, барон Линори, имел давние связи с мафией и был обязан мафии значительной частью своего состояния, провернув похожую сделку 20 лет назад, однако сейчас Линори захотели прервать связи с мафией, что мафию не устроило. Главари мафии желали видеть во главе Sicilteknoplus своего ставленника Аннибале Корво.
В это время в Нью-Йорке капитан полиции Саймон Барт проводит крупную операцию по аресту итальянских мафиози, скрывающихся от правосудия в США. В числе арестованных оказывается один из главарей сицилийской мафии, член «купола», дон Калоджеро Барретта. Об аресте становится известно другу капитана Барта — Дейву Ликате. Ликата — бывший итальянский полицейский, его настоящее имя — Давиде Парди. Двадцать лет назад его группа доставила сицилийской мафии много проблем, тогда мафия устроила настоящую бойню, убив всех полицейских его группы, лишь ему одному удалось выжить, но он вынужден был, бросив жену Марту и маленького сына Стефано, бежать из Италии. Однако на чужбине Ликата так и не смог найти себя. Все эти годы, живя в США, Ликата мечтал о возвращении на родину и о мести за друзей и коллег. Барт предлагает Ликате внедриться в окружение барона Линори, арестованный дон Калоджеро согласился написать письмо Линори с просьбой устроить Ликату.
Приехав на Сицилию, Барт и Ликата тут же приступают к расследованию убийства Миммо Линори. Ликата выходит на любовницу Линори, которую подозревает в соучастии в убийстве. Но как только Барт и Ликата хотят ее допросить, на них совершается покушение, Барт погибает. Операция рушится, Ликата остается без поддержки, даже итальянская полиция не была поставлена в известность об их плане. Но Ликата решает не останавливаться и попытаться в одиночку довести дело до конца. Как и предполагалось, пользуясь рекомендацией дона Калоджеро, он поступает на службу охранником в семью Линори. Он вскоре обнаруживает связь барона Джованни Линори с убийством своих коллег двадцать лет назад. Джованни Линори также оказывается косвенно причастен и к другому громкому убийству — убийству комиссара Каттани, где он выступил как посредник между заказчиками и исполнителем. Сейчас же, стремясь отомстить мафии за сына, барон Линори организует побег из психиатрической больницы Тано Каридди. Он тайно селит Карриди в одном из принадлежащих семье Линори домов и хочет, чтобы он нанес мафии удар на финансовом рынке.
Ликата наблюдает приезд на Сицилию из Америки младшего сына барона, Андреа Линори, с женой Глорией и 7-летним сыном Нинни. Андреа, как надеется барон, должен занять место Миммо. Почти сразу после приезда на семью Линори случается крупное покушение, организованное Корво. Ликата спасает семью Андреа из под обстрела, чем сразу заслуживает их высочайшее доверие, но барон Линори в ходе нападения погибает. Андреа полон решимости отомстить за отца. В этом ему должен помочь Джузеппе Карта — преданный глава охраны семьи Линори. Карта рассказывает Андреа, что его отец перед смертью вошел в союз с Тано Каридди, чтобы отомстить мафии. Андреа встречается с Каридди и начинает следовать советам Тано, не подозревая, что Тано начал собственную игру, в которой Линори не отведена главная роль. Тано входит в союз с вернувшимся в Италию Антонио Эспинозой и через него предлагает свои услуги мафии. И Линори, и Эспиноза с мафией сражаются за контракт по поставке оружия в Африку, в обмен на крупную партию наркотиков, чья реализация принесёт огромную прибыль.
Ликата тем временем встречается со своим сыном Стефано, представившись другом его отца. Выясняется, что Стефано, студент университета, которому сейчас двадцать с лишним лет, не питает к отцу никаких теплых чувств и разгневан на отца. Его мать сказала ему, что отец их просто бросил. По просьбе Давиде, она скрыла от сына профессию и реальную историю отъезда отца, чтобы защитить его от возможных неприятностей. Ликата затем встречается и со своей бывшей женой, Мартой. Выясняется, что Марта все еще очень любит его, но уже наладила жизнь с другим мужчиной.
Происходит новая трагедия: в ходе покушения на Андреа Линори погибает маленький Нинни. Глория винит в этом мужа и в отчаянии умоляет его вернуться в Америку, но Андреа непреклонен, его жажда мести лишь возрастает.
Чтобы заручиться у Андреа Линори доверием, Тано выторговывает у мафии жизнь Аннибале Корво. Корво убивают.
Ликату задерживает судья Сильвия Конти. Не подозревая о его роли, она считает его мелким наемником Линори. После выяснения личности и роли Ликаты они с судьей становятся союзниками. Ликата сообщает Конти о причастности Линори к убийству его бывших коллег и другим преступлениям. Расследование Ликаты раскрывает подробности давней сделки барона с мафией и детали текущей операции с наркотиками и оружием финансируемой государственными деньгами, выделенными фирме Линори на крупный строительный подряд, а также приводит его к выводу, что другим организатором давнего расстрела его коллег, наряду с Джованни Линори, был Эспиноза. Об этом он тоже сообщает судье Конти.
В этот момент Давиде Ликату раскрывают как полицейского осведомителя. Его вместе с женой и сыном по приказу Линори захватывают в плен, после чего Линори приказывает убить их. Ликату и его семью спасает Глория, разочаровавшаяся в муже и считающая его виновным в смерти Нинни. После того как правда о прошлом Ликаты раскрывается, его сын Стефано осознаёт своё заблуждение, и их отношения с отцом восстанавливаются.
Узнав, что Тано Каридди работает на Эспинозу и мафию, Андреа Линори спешит убить предателя. С пистолетом он врывается в обитель Тано, но Мария, его психически больная сестра, набрасывается на него, Тано завладевает пистолетом и убивает Линори.
Следующим утром полиция срывает операцию по поставке оружия в обмен на наркотики из Африки. Люди Эспинозы оказываются задержаны. Эспиноза решается на отчаянный шаг — убить членов комиссии, прибывающих для расследования его дел. По его требованию Тано Каридди просит свою больную шизофренией сестру, Марию, подложить чемодан с бомбой на вокзал в Палермо. Когда чемодан уже заложен, Эспиноза оказывается арестованным. Видя из окна арест Эспинозы и не желая гибели невинных, Тано посылает Марию в полицейское управление с запиской о местонахождении бомбы. В записке он также просит позаботиться о своей сестре, сам же обещает больше не возвращаться в Италию. Записка оказывается у Конти и Ликаты. Ликата с сыном и полицейскими Квадри и Треви в последнюю минуту успевают прибыть на вокзал, найти бомбу и выбросить её в резервуар с водой на безопасном расстоянии от терминала.
Эспиноза предстаёт перед судом, но обещает, что выйдет из тюрьмы через год. Тано Каридди сбегает в Африку.

## «Сицилтекноплюс»

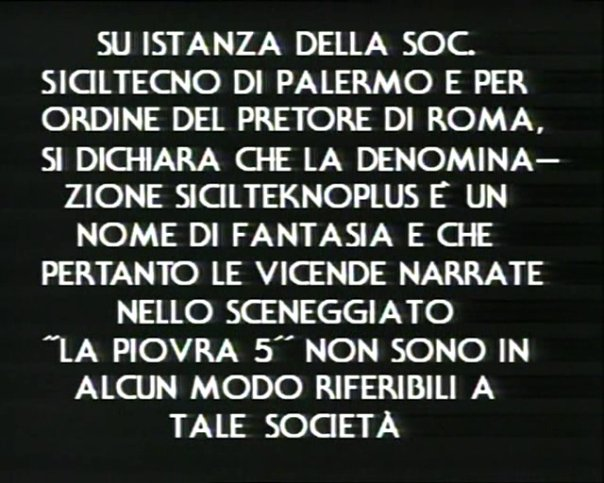
Дисклеймер «Сицилтекноплюс»

Название «Сицилтекноплюс» (итал. Sicilteknoplus), использованное в сериале, случайным образом совпало с названием реально существующей итальянской компании. Из-за жалобы этой компании в заключительных сериях выводилась специальная заставка, сообщающая, что данное совпадение было случайным.

## В ролях
- Витторио Меццоджорно — Давиде (Дэйв) Ликата
- Патриция Милларде — прокурор Сильвия Конти
- Ремо Джироне — Тано Каридди
- Клодин Оже — Матильда Линори
- Готфрид Йон — брат Джилло
- Ванни Корбеллини — Андреа Линори
- Луиджи Ди Фиоре — Квадри
- Альберто Джиминьяни — Треви
- Ана Торрент — Мария Каридди
- Аньезе Нано — Глория Линори
- Делия Боккардо — Марта
- Орсо Мария Гуэррини — Джузеппе Карта (телохранитель барона Линори)
- Риккардо Куччолла — Риккардо Респиги
- Бруно Кремер — Антонио Эспиноза
- Бруно Билотта — Туччо
- Эрманно Де Бьяджи — Донато, телохранитель семьи Линори
- Стефано Дионизи — Стефано
- Марко Ди Стефано — Марко Корво
- Козимо Фуско — Грилло
- Эугенио Маринелли — Рико
- Фауста Мария Риго — Фиорелла Респиги
- Марчелло Туско — Пупаро
- Луиджи Пистилли — барон Джованни Линори
- Орацио Орландо — Аннибале Корво
- Джакомо Пиперно — глава парламентской комиссии
- Ванесса Гравина — Лорелла де Пизис
- Доменико Фортунато — Джанни Фило
- Ариан Нижборг — Нинни Линори
- Джанкарло Маэстри — прокурор Бенти
- Мартин Болзам — Калоджеро Барретта